# Urània
|  | Per a altres significats, vegeu «Urània (deessa)». |

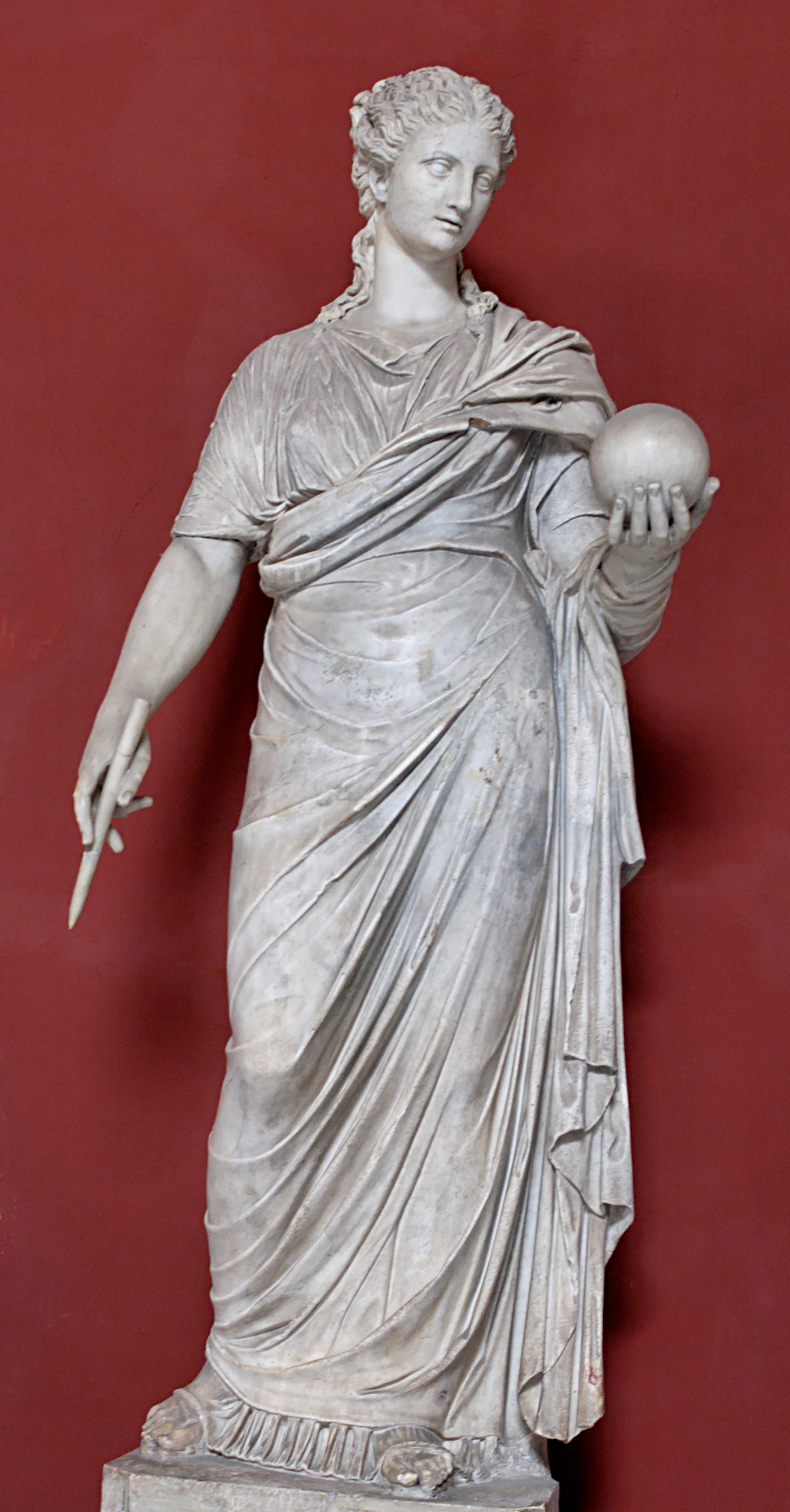
Urània, musa de l'astronomia, de la Ciutat del Vaticà.

Urània és la menor de les nou muses gregues. Inspira l'astrologia i les poesies basades en el cel: per això sempre vesteix de blau. També se la considera inspiradora de les matemàtiques i altres ciències, per això al seu voltant es veuen instruments de mesura com el compàs. Algunes tradicions sostenen que no és filla de Zeus, sinó d'Urà —d'on li prové el nom—, fet que explicaria que no patrocinés un art sinó el coneixement. Porta una diadema i una capa plenes d'estrelles. Urània, fou el sobrenom d'Afrodita com a representant de l'amor pur.
Se la representa vestida de blau, color de la cúpula celeste. A la seva vora hi té un globus terraqüi en el qual mesura posicions amb un compàs que porta en una de les seves mans. Té una corona o diadema formada per un grup d'estrelles. Als seus peus, hi sol haver alguns instruments de matemàtiques, raó per la qual alguns la consideren musa de les matemàtiques i de totes les ciències exactes.
Fou mare d'Himeneu.